# Matan Shmuely
Matan Shmuely (în ebraică מתן שמואלי, n. în 1985, la Beit Yosef) este un toboșar israelian, membru al trupelor Orphaned Land și Subterranean Masquerade.
Anterior, Shmuely a fost component al formațiilor Armilos, Azazel, Grave in the Sky, Matricide, Moonskin și Stella Maris și a participat la înregistrări în studio pentru trupa Edgend.

## Discografie

### cu Orphaned Land
Albume de studio
- Unsung Prophets & Dead Messiahs (2018)
- Kna'an (2016)
- All Is One (2013)

Albume live
- The Road to OR-Shalem (2011)

EP
- Sukkot in Berlin (2015)

Single
- All Is One / Brother (2013)

### cu Subterranean Masquerade
Albume de studio
- Vagabond (2017)
- The Great Bazaar (2015)

### cu Armilos
EP
- Race of Lies (2004)

### cu Grave in the Sky
Albume de studio
- Cutlery Hits China: English for the Hearing Impaired (2007)